# کاوچن (استان اشوی‌داشکسیه)
کاوچن (به لهستانی: Kawczyn) یک منطقهٔ مسکونی در لهستان است که در گمینا موراویتسا واقع شده‌است. کاوچن ۱۴۰ نفر جمعیت دارد.